# Moderati delle Åland
I Moderati delle Åland (in svedese: Moderat Samling för Åland; in finlandese: Ahvenanmaan maltilliset) è un partito politico delle Isole Åland di orientamento liberale.

## Risultati elettorali

### Parlamento alandese
| Elezione          | Voti  | %     | Seggi  |
| ----------------- | ----- | ----- | ------ |
| Parlamentari 1979 | 1.295 |       | 4 / 30 |
| Parlamentari 1983 | 1.727 |       | 5 / 30 |
| Parlamentari 1987 | 1.839 |       | 5 / 30 |
| Parlamentari 1991 | 2.130 |       | 6 / 30 |
| Parlamentari 1995 | 2.310 |       | 6 / 30 |
| Parlamentari 1999 | 1.750 |       | 4 / 30 |
| Parlamentari 2003 | 1.677 |       | 4 / 30 |
| Parlamentari 2007 | 1.233 |       | 3 / 30 |
| Parlamentari 2011 | 1.810 |       | 5 / 30 |
| Parlamentari 2011 | 1.810 |       | 5 / 30 |
| Parlamentari 2015 | 2.453 | 17,79 | 5 / 30 |
| Parlamentari 2019 | 1.967 | 13,8  | 4 / 30 |